# Hamra gård

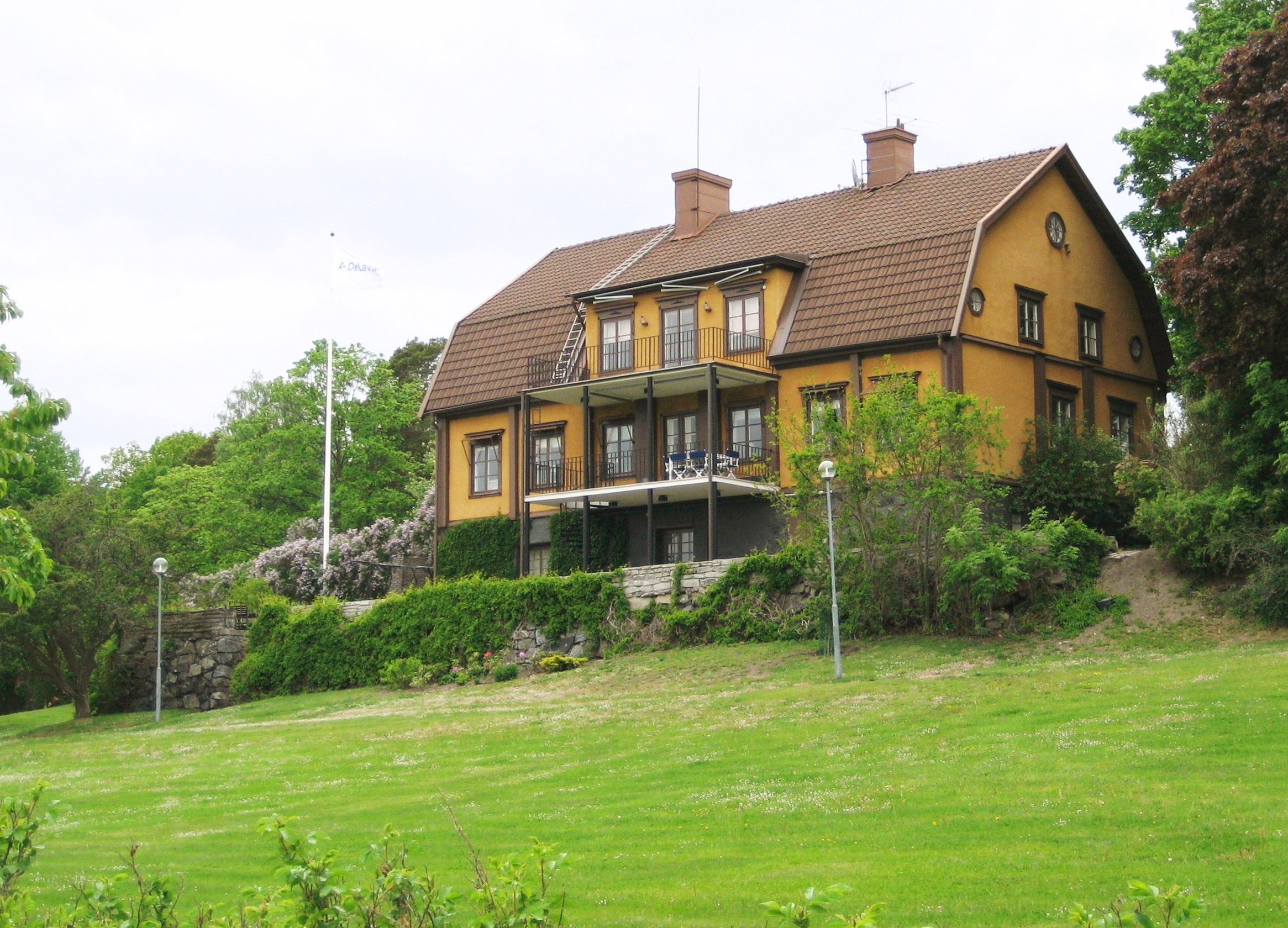
Hamra gård, mangårdsbyggnaden.

Hamra gård är en gård i Tumba i Botkyrka socken i Botkyrka kommun.

## Historia
Egendomen inköptes 1894 av Gustaf de Laval, ägaren till DeLavals föregångare AB Separator. Mejeri och mösterladugård uppfördes av byggmästare Vilhelm Norrbin enligt arkitekt Carl Olinders ritningar. Separator anlade även en industrijärnväg, Hamra järnväg, som förband gården med Separators verkstäder, gjuteri och hamn. Ett ånglok från denna industrijärnväg, döpt efter gården, finns bevarat vid Östra Södermanlands Järnväg som lok nr 5 Hamra.

## Verksamhet
Gården fungerar idag som demonstrationsjordbruk och forskningscentrum för mjölkningsanläggningar, kylningsutrustning, ladugårdsinredning, utfodrings- och utgödslingsanläggningar inom företaget DeLaval. På gården finns ett flertal byggnader, däribland Stora ladugården, Utvecklingsladugården och VMS-ladugården.

## Övrigt
Vid Hamra gård står runstenen Sö 289.